# Lestidium
Lestidium es un género de peces de la familia Paralepididae. Fue descrito por Charles Henry Gilbert en 1905.

## Especies
- Lestidium atlanticum Borodin, 1928
- Lestidium australis H. C. Ho, Graham & Russell, 2020
- Lestidium longilucifer H. C. Ho, Graham & Russell, 2020
- Lestidium nudum C. H. Gilbert, 1905
- Lestidium prolixum Harry, 1953
- Lestidium rofeni H. C. Ho, Graham & Russell, 2020